# 吾郎の細道
『吾郎の細道』（ごろうのほそみち）とは2004年4月7日から6月30日まで一部TBS系列局にて放送された稲垣吾郎（SMAP）司会のお宅訪問バラエティ番組である。
なお、本項では後継番組『吾郎のソナタ』についても取り上げる。

## 吾郎のソナタ
『吾郎のソナタ』（ごろうのソナタ）とは2004年7月8日から9月30日までTBSテレビにて放送された稲垣吾郎（SMAP）司会のお宅訪問バラエティ番組であり、『吾郎の細道』を移行させた形でスタートした。通称『ゴロソナ』。
本番組のタイトルは当時NHK総合にて放送されていた韓流ドラマ『冬のソナタ』を捩ったものであり、『吾郎の細道』終了から『Goro's Bar』開始までのつなぎ番組としても放送された。

## 概要
本番組はSMAPの稲垣吾郎が奥様方のお宅へ訪問して、そこで料理をしたりお宅の奥様とショッピングをすると言うバラエティ番組であった。

## 出演者
- 稲垣吾郎（SMAP、奥様方の王子様）

## スタッフ
- 題字：松尾芭蕉
- タイトル：OMUNIBUS JAPAN
- ナレーション：笑福亭鶴光
- 風水鑑定：李家幽竹
- 構成：都築浩、鈴木おさむ、美濃部達宏、小林正和
- TM：河野志朗
- TD：阿部智昭
- VE：酒井真紀
- カメラ：小笠原朋樹
- 音声：樋口晋作
- 照明：松本修一
- 編集：山本和美
- MA：新田領
- 音響効果：早船麻季
- 美術：藤井豊
- 美術制作：杉浦仁
- 電飾：山中宏朗
- 装置：鈴木匡人、平賀正人
- 装飾：平林千栄子
- メイク：アートメイク・トキ
- 技術協力：東通、サウンド ユニバース
- 企画協力：ジャニーズ事務所
- 制作協力：ファルコン
- ディレクター：飯干友樹、渡辺直道、箭内恭子、小林悟史
- AP：鈴木慎治、原田康弘、久松理絵
- チーフディレクター：住田崇
- プロデューサー：古谷英一
- チーフプロデューサー：阿部龍二郎
- 制作：TBSエンタテインメント
- 製作著作：TBS

## 放送時間

### 吾郎の細道
- 2004年4月8日 - 7月1日 木曜0:50 - 1:20（水曜深夜、JST）

### 吾郎のソナタ
- 2004年7月9日 - 10月1日 金曜0:50 - 1:20（木曜深夜、JST）

| TBS 木曜0:50 - 1:20枠（水曜深夜） | TBS 木曜0:50 - 1:20枠（水曜深夜） | TBS 木曜0:50 - 1:20枠（水曜深夜）            |
| 前番組                            | 番組名                            | 次番組                                       |
| --------------------------------- | --------------------------------- | -------------------------------------------- |
| 不明                              | 吾郎の細道                        | 不明                                         |
| TBS 金曜0:50 - 1:20枠（木曜深夜） |                                   |                                              |
| 不明                              | 吾郎のソナタ                      | Goro's Bar ※0:25 - 0:55クチコミ ※0:55 - 1:25 |

| TBS 稲垣吾郎担当深夜番組 | TBS 稲垣吾郎担当深夜番組  | TBS 稲垣吾郎担当深夜番組 |
| 前番組                   | 番組名                    | 次番組                   |
| ------------------------ | ------------------------- | ------------------------ |
| -                        | 吾郎の細道 ↓ 吾郎のソナタ | Goro's Bar               |